# 2010-es labdarúgó-világbajnokság-selejtező (UEFA – pótselejtezők)
A 2010-es labdarúgó-világbajnokság európai pótselejtezőit 2009. november 14-én és november 18-án játszották.

## Csoportmásodikok sorrendje
Egy csoportban (9. csoport) csak öt csapat vett részt, ezért az 1–8. csoportok második helyén végzett csapatok esetén a csoportjukban hatodik helyezett csapat elleni eredményeket nem kellett figyelembe venni a rangsorolásnál. A csoportmásodikok sorrendjét a következők szerint kellett meghatározni:
1. több szerzett pont
2. jobb gólkülönbség
3. több szerzett gól
4. több idegenben szerzett gól
5. jobb UEFA-együttható
6. jobb fair play pontszám
7. sorsolás

| Hely. | Cs | Csapat              | M | Gy | D | V | G+ | G– | Gk | P  | Továbbjutás                      |
| ----- | -- | ------------------- | - | -- | - | - | -- | -- | -- | -- | -------------------------------- |
| 1.    | 4  | Oroszország         | 8 | 5  | 1 | 2 | 15 | 6  | +9 | 16 | Továbbjutott a második fordulóba |
| 2.    | 2  | Görögország         | 8 | 5  | 1 | 2 | 16 | 9  | +7 | 16 | Továbbjutott a második fordulóba |
| 3.    | 6  | Ukrajna             | 8 | 4  | 3 | 1 | 10 | 6  | +4 | 15 | Továbbjutott a második fordulóba |
| 4.    | 7  | Franciaország       | 8 | 4  | 3 | 1 | 12 | 9  | +3 | 15 | Továbbjutott a második fordulóba |
| 5.    | 3  | Szlovénia           | 8 | 4  | 2 | 2 | 10 | 4  | +6 | 14 | Továbbjutott a második fordulóba |
| 6.    | 5  | Bosznia-Hercegovina | 8 | 4  | 1 | 3 | 19 | 12 | +7 | 13 | Továbbjutott a második fordulóba |
| 7.    | 1  | Portugália          | 8 | 3  | 4 | 1 | 9  | 5  | +4 | 13 | Továbbjutott a második fordulóba |
| 8.    | 8  | Írország            | 8 | 2  | 6 | 0 | 8  | 6  | +2 | 12 | Továbbjutott a második fordulóba |
| 9.    | 9  | Norvégia            | 8 | 2  | 4 | 2 | 9  | 7  | +2 | 10 |                                  |

## Sorsolás
A pótselejtezők sorsolását 2009. október 19-én, Zürichben tartották. A nyolc válogatottat az október 16-án megjelent FIFA-világranglista alapján két csoportra osztották: az első négy helyen álló csapat került az 1. kalapba, a másik négy pedig a 2. kalapba. Négy mérkőzést sorsolnak, amelyeket oda-visszavágós rendszerben játszanak le. Külön sorsolás döntött arról, hogy az első mérkőzést mely csapat játszhatta hazai környezetben.
| 1. kalap      | 1. kalap                                        |
| Csapat        | 2009. október 16-i FIFA-világranglista helyezés |
| ------------- | ----------------------------------------------- |
| Franciaország | 9                                               |
| Portugália    | 10                                              |
| Oroszország   | 12                                              |
| Görögország   | 16                                              |

| 2. kalap            | 2. kalap                                        |
| Csapat              | 2009. október 16-i FIFA-világranglista helyezés |
| ------------------- | ----------------------------------------------- |
| Ukrajna             | 22                                              |
| Írország            | 34                                              |
| Bosznia-Hercegovina | 42                                              |
| Szlovénia           | 49                                              |

## Párosítások
A párosítások győztesei jutottak ki a 2010-es labdarúgó-világbajnokságra.
| 1. csapat   | Össz.Tooltip Aggregate score | 2. csapat           | 1. mérk. | 2. mérk.   |
| ----------- | ---------------------------- | ------------------- | -------- | ---------- |
| Írország    | 1–2                          | Franciaország       | 0–1      | 1–1 (h.u.) |
| Portugália  | 2–0                          | Bosznia-Hercegovina | 1–0      | 1–0        |
| Görögország | 1–0                          | Ukrajna             | 0–0      | 1–0        |
| Oroszország | 2–2 (i.g.)                   | Szlovénia           | 2–1      | 0–1        |

## Mérkőzések
| 2009. november 14. 20:00 (UTC+0) |

| Írország | 0–1               | Franciaország         |
| -------- | ----------------- | --------------------- |
|          | (0–0) Jegyzőkönyv | St Ledger 72' (öngól) |

| Croke Park, Dublin Nézőszám: 74 103 Játékvezető: Felix Brych (német) |

| 2009. november 18. 21:00 (UTC+1) |

| Franciaország | 1–1 (h. u.)                 | Írország  |
| ------------- | --------------------------- | --------- |
| Gallas 103'   | (0–1, 0–1, 1–1) Jegyzőkönyv | Keane 32' |

| Stade de France, Saint-Denis Nézőszám: 79 145 Játékvezető: Martin Hansson (svéd) |

| 2009. november 14. 20:30 (UTC+0) |

| Portugália      | 1–0               | Bosznia-Hercegovina |
| --------------- | ----------------- | ------------------- |
| Bruno Alves 31' | (1–0) Jegyzőkönyv |                     |

| Estádio da Luz, Lisszabon Nézőszám: 60 588 Játékvezető: Martin Atkinson (angol) |

| 2009. november 18. 20:45 (UTC+1) |

| Bosznia-Hercegovina | 0–1               | Portugália        |
| ------------------- | ----------------- | ----------------- |
|                     | (0–0) Jegyzőkönyv | Raul Meireles 55' |

| Bilino Polje, Zenica Nézőszám: 15 000 Játékvezető: Roberto Rosetti (olasz) |

| 2009. november 14. 20:00 (UTC+2) |

| Görögország | 0–0         | Ukrajna |
| ----------- | ----------- | ------- |
|             | Jegyzőkönyv |         |

| Olimpiai stadion, Athén Nézőszám: 39 045 Játékvezető: Laurent Duhamel (francia) |

| 2009. november 18. 20:00 (UTC+2) |

| Ukrajna | 0–1               | Görögország       |
| ------- | ----------------- | ----------------- |
|         | (0–1) Jegyzőkönyv | Szalpingídisz 31' |

| Donbasz Aréna, Doneck Nézőszám: 31 643 Játékvezető: Olegário Benquerença (portugál) |

| 2009. november 14. 19:00 (UTC+3) |

| Oroszország            | 2–1               | Szlovénia  |
| ---------------------- | ----------------- | ---------- |
| Biljaletgyinov 40' 52' | (1–0) Jegyzőkönyv | Pečnik 88' |

| Luzsnyiki Stadion, Moszkva Nézőszám: 71 600 Játékvezető: Claus Bo Larsen (dán) |

| 2009. november 18. 20:45 (UTC+1) |

| Szlovénia | 1–0               | Oroszország |
| --------- | ----------------- | ----------- |
| Dedič 44' | (1–0) Jegyzőkönyv |             |

| Stadion Ljudski vrt, Maribor Nézőszám: 12 510 Játékvezető: Terje Hauge (norvég) |